# Golden Globe 1952
La 9ª edizione della cerimonia di premiazione di Golden Globe si è tenuta il 21 febbraio 1952 al Ciro's Night Club di Los Angeles, California.

## Vincitori e candidati
Vengono di seguito indicati in grassetto i vincitori. Ove ricorrente e disponibile, viene indicato il titolo in lingua italiana e quello in lingua originale tra parentesi.

### Miglior film drammatico
- Un posto al sole (A Place in the Sun), regia di George Stevens
- Pietà per i giusti (Detective Story), regia di William Wyler
- Quo vadis, regia di Mervyn LeRoy
- Un tram che si chiama Desiderio (A Streetcar Named Desire), regia di Elia Kazan
- Vittoria sulle tenebre (Bright Victory), regia di Mark Robson

### Miglior film commedia o musicale
- Un americano a Parigi (An American in Paris), regia di Vincente Minnelli

### Migliore Film promotore di Amicizia Internazionale
- Ultimatum alla Terra (The Day the Earth Stood Still), regia di Robert Wise

### Miglior regista
- László Benedek – Morte di un commesso viaggiatore (Death of a Salesman)
- Vincente Minnelli – Un americano a Parigi (An American in Paris)
- George Stevens – Un posto al sole (A Place in the Sun)

### Miglior attore in un film drammatico
- Fredric March – Morte di un commesso viaggiatore (Death of a Salesman)
- Kirk Douglas – Pietà per i giusti (Detective Story)
- Arthur Kennedy – Vittoria sulle tenebre (Bright Victory)

### Migliore attrice in un film drammatico
- Jane Wyman – Più forte dell'amore (The Blue Veil)
- Vivien Leigh – Un tram che si chiama Desiderio (A Streetcar Named Desire)
- Shelley Winters – Un posto al sole (A Place in the Sun)

### Miglior attore in un film commedia o musicale
- Danny Kaye – Divertiamoci stanotte (On the Riviera)
- Bing Crosby – È arrivato lo sposo (Here Comes the Groom)
- Gene Kelly – Un americano a Parigi (An American in Paris)

### Migliore attrice in un film commedia o musicale
- June Allyson – L'ingenua maliziosa (Too Young to Kiss)

### Miglior attore non protagonista
- Peter Ustinov – Quo vadis

### Migliore attrice non protagonista
- Kim Hunter – Un tram che si chiama Desiderio (A Streetcar Named Desire)
- Lee Grant – Pietà per i giusti (Detective Story)
- Thelma Ritter – La madre dello sposo (The Mating Season)

### Migliore attrice debuttante
- Pier Angeli – Teresa

### Miglior attore debuttante
- Kevin McCarthy – Morte di un commesso viaggiatore (Death of a Salesman)

### Migliore sceneggiatura
- Robert Buckner – Vittoria sulle tenebre (Bright Victory)

### Migliore fotografia

#### Bianco e nero
- Franz Planer – Morte di un commesso viaggiatore (Death of a Salesman)
- William C. Mellor – Un posto al sole (A Place in the Sun)
- Franz Planer – I dannati (Decision Before Dawn)

#### Colore
- Robert Surtees e William V. Skall – Quo vadis

### Migliore colonna sonora originale
- Victor Young – Accadde in settembre (September Affair)
- Bernard Herrmann – Ultimatum alla Terra (The Day the Earth Stood Still)
- Dimitri Tiomkin – La bambina nel pozzo (The Well)

## Premi onorari
- Golden Globe alla carriera: Cecil B. DeMille
- Golden Globe Speciale: Ewald André Dupont, Luciano Emmer, Robert Hessens e Alain Resnais per il film Pictura
- Henrietta Award
  - La miglior attrice del mondo: Esther Williams